# Casually Dressed & Deep in Conversation
Casually Dressed & Deep in Conversation è il primo album dei Funeral for a Friend, pubblicato il 20 ottobre 2003 dalla Atlantic Records, prodotto da Colin Richardson e co-prodotto dalla band. L'album contiene nuove versioni delle canzoni Escape Artists Never Die, Red Is the New Black, Juno (rinominata Juneau) e Summer's Dead and Buried (rinominata Waking Up), già presenti negli EP precedenti. L'album è diventato disco d'oro.
La copertina dell'album così come i suoi successivi singoli è basata sui due disegni "The Lovers" dell'artista surreale belga René Magritte. L'album è stato ristampato in un'edizione limitata di 1000 copie in doppio vinile bianco in occasione del Record Store Day 2013 nel Regno Unito.
Nel 2012 è stato pubblicato un DVD intitolato Casually Dressed & Deep in Conversation: Live and in Full at Shepherds Bush Empire, una registrazione del live tenuto nel luglio 2010 presso lo Shepherds Bush Empire di Londra in cui la band ha suonato l'album per intero.

## Critica
Nel 2012, Rock Sound ha inserito l'album alla posizione 33 della classifica dei 101 classici moderni (degli ultimi 15 anni), spiegando: "L'album che ha perseguitato questa ottima band gallese per quasi un decennio prima di fare finalmente pace col suo charme infinito, Casually Dressed... mette in evidenza una band particolarmente giovane che al suo primo full-length aveva già raggiunto il culmine della sua carriera, mettendo i paletti per un sound che continua a influenzare un'intera generazione". L'album ha ricevuto critiche molto positive da parte della stampa musicale britannica. Le riviste NME e Drowned in Sound hanno dato rispettivamente 8 punti su 10 e 9 su 10. L'album si è anche piazzato alla posizione numero #17 nella classifica "Album dell'anno" della rivista NME.

## Classifiche
L'album ha raggiunto la 12ª posizione nella classifica britannica degli album più venduti.

## Tracce
Tutte le canzoni sono state scritte dai Funeral for a Friend.
1. Rookie Of The Year – 3:00
2. Bullet Theory – 3:52
3. Juneau – 3:37
4. Bend Your Arms to Look Like Wings – 4:20
5. Escape Artists Never Die – 5:18
6. Storytelling – 3:34
7. Moments Forever Faded – 4:25
8. She Drove Me to Daytime Television – 3:35
9. Red Is the New Black – 5:14
10. Your Revolution Is a Joke – 2:44
11. Waking Up – 3:59
12. Novella – 5:49

## Curiosità
La traccia Rookie of the Year è stata inserita nella colonna sonora dei videogiochi WWE Wrestlemania 21 e Burnout 3: Takedown. Bullet Theory è la canzone preferita da Matt tra quelle dell'album, perché a suo dire a livello di testi ha dato l'impulso per quello che sarebbe poi stato scritto in Hours. Juneau parla di una delusione d'amore giovanile del cantante Matt Davies, ma il testo abborda anche i temi dell'adolescenza e del diventare grandi e l'affacciarsi delle prime responsabilità. È stata tecnicamente la prima canzone ad essere stata scritta per l'album, essendo stata composta poco tempo dopo che Matt si unì alla band, nel salotto della casa dei suoi genitori. She Drove Me to Daytime Television è stata inserita nel 2012 al 36º posto fra le 100 migliori canzoni emo di tutti i tempi da Boston Phoenix.

## Formazione
- Matt Davies - voce
- Kris Roberts - chitarra
- Darran Smith - chitarra
- Gareth Davies - basso, voce
- Ryan Richards - batteria, voce
- Colin Richardson - produzione, mixaggio e ingegneria
- Matt Hyde - ingegneria
- Will Bartle - ingegneria
- Richard Woodcraft - ingegneria
- Howie Weinberg - Masterizzazione presso Masterdisc
- Chris Dunlop - Fotografia
- Anna Gudaniec - Fotografia live
- Barny Bewick - design